# 克劳迪奥·利博特
克劳迪奥·利博特（義大利語：Claudio Libotte，1938年9月13日—），意大利男子曲棍球运动员。他曾代表意大利国家队参加1960年夏季奥林匹克运动会曲棍球比赛，获得第十三名。